# NGC 5061
NGC 5061 ist eine Elliptische Galaxie vom Hubble-Typ E0 im Sternbild Wasserschlange südlich der Ekliptik. Sie ist schätzungsweise 87 Millionen Lichtjahre von der Milchstraße entfernt und hat einen Durchmesser von etwa 100.000 Lichtjahren. Die Galaxie ist das hellste Mitglied der NGC 5061-Gruppe (LGG 341).

Im selben Himmelsareal befinden sich u. a. die Galaxien NGC 5078, IC 874, IC 879.
Die Typ-Ia-Supernovae SN 1996X und SN 2005cn wurden hier beobachtet.
Das Objekt wurde am 28. März 1786 vom deutsch-britischen Astronomen Wilhelm Herschel entdeckt.

## NGC 5061-Gruppe (LGG 341)
| Galaxie   | Alternativname | Entfernung / Mio. Lj |
| --------- | -------------- | -------------------- |
| NGC 5061  | PGC 46330      | 87                   |
| NGC 5078  | PGC 46490      | 91                   |
| NGC 5085  | PGC 46531      | 82                   |
| NGC 5101  | PGC 46661      | 77                   |
| IC 874    | PGC 46410      | 98                   |
| IC 879    | PGC 46479      | 101                  |
| IC 4231   | PGC 46768      | 95                   |
| PGC 46246 | ESO 508-034    | 79                   |
| PGC 46352 | ESO 508-039    | 87                   |
| PGC 46551 | ESO 508-051    | 89                   |